# Lithurgus bitorulosus
Lithurgus bitorulosus là một loài Hymenoptera trong họ Megachilidae. Loài này được Snelling mô tả khoa học năm 1986.